# Chansons des Mers Froides
Chansons des Mers Froides, álbum perteneciente a la cantante francés Hector Zazou. Este álbum salió al mercado en 1994 a través de la discográfica Columbia. 
Integrado por 11 canciones Hector Zazou contó con la colaboración de importantes artistas como Björk, Suzanne Vega y Siouxsie Sioux, entre otros.

## Lista de canciones
1. Annukka Suaren Neito (4:50) - Värttinä
2. Vísur vatnsenda-Rósu (4:20) - Björk
3. The Long Voyage (5:52) - Suzanne Vega y John Cale
4. Havet Stomar (5:54) - Lena Willemark
5. Adventures In The Scandinavian Skin Trade - (3:46) - Vimme Saari
6. She's Like A Swallow (5:20) - Jane Siberry
7. The Lighthouse (3:41) - Siouxsie Sioux
8. Oran Na Maighdean Mhara” - (4:15) - Catherine-Ann MacPhee
9. Yaisa Maneena (6:14) - Tokiko Kato
10. Iacoute Song (3:33) - Lioudmila Khandi
11. Song Of The Water (2:44) - Kilabuk y Nooveya